# Рамота, Кристиан
Кристиан Рамота (нем. Christian Ramota; род. 14 апреля 1973, Кёльн) — немецкий гандболист, игравший на позиции вратаря.

## Карьера

### Клубная
Дебютировал в гандболе в возрасте 15 лет, через три гола появился в клубе «Гуммерсбах» и уже на второй год выступлений в клубе закрепился в первой команде. Известен преимущественно по выступлениям за «Лемго», выиграл с ним чемпионат Германии в 2003 году. Ввиду получения высшего образования вынужден был дважды прекращать карьеру в 2008 и 2009 годах. В сентябре 2010 года провёл свой последний официальный игровой отрезок, отыграв 4 месяца за швейцарский клуб «Санкт-Оттмар».

### В сборной
Дебютировал в сборной 26 ноября 1993 в Карлсруэ в матче против Швейцарии. Чемпион Европы 2004 года, серебряный призёр чемпионата Европы 2002, чемпионата мира 2003 и Олимпийских игр 2004.

## Образование и работа
Обучался по специальности бизнес-администрирования. Проходил программу повышения квалификации в сети ресторанов «МакДональдс» в Швейцарии. Ныне является владельцем двух ресторанов в Санкт-Галлене и Госсау.

## Прозвища
Рамота в начале карьеры получил прозвище «Рамацотти», обыгрывающее его фамилию, от своего товарища по команде Альфреда Цлаттингера. Однако прозвище было слишком длинным, и в итоге Рамота стал известен под прозвищем «Эрос» в честь итальянского музыканта по имени Эрос Рамацотти.